# Dobrodzień
Dobrodzień (německy Guttentag, česky lze překládat jako Dobroden) je město v jižním Polsku v Opolském vojvodství v okrese Olesno. Leží na historickém území Horního Slezska na řece Myślince, pravém přítoku Malé Pěny. Z geomorfologického hlediska se rozkládá na Opolské planině, která je součástí Slezské nížiny. V roce 2024 zde žilo 3 300 obyvatel. Zhruba pětina z nich (18,5 % podle sčítání lidu 2011) se hlásí k německé národnosti, a město je tak od roku 2008 oficiálně dvojjazyčné. Poměrně vysoký je též podíl občanů slezské národnosti.
Jak polský, tak německý název města je archaickou podobou pozdravu „dobrý den“. 

## Historie
První písemná zmínka o městečku pochází z roku 1279. Jako součást Opolského knížectví patřilo do roku 1742 Zemím Koruny české, resp. Habsburské monarchii, načež po první slezské válce připadlo Prusku a do konce druhé světové války leželo na území německého státu (Německého císařství, Výmarské republiky, Třetí říše). K Polsku bylo přičleněno až v roce 1945. Přes silné historické vazby na Lubliniec, pod který spadalo vždy s výjimkou období 1922–1939, náleží od správní reformy z roku 1998 okresu Olesno. 
Etnicky smíšená oblast Opolska nebyla podrobena tak důslednému odsunu jako například Dolní Slezsko, tudíž mnozí Němci zde po válce zůstali a v 90. letech se Dobrodzień stal jednou z bašt německé menšiny v Polsku. Její politická reprezentace získávala většinu křesel v zastupitelstvu obce a post starosty v každých volbách od roku 1990 až do roku 2018, kdy poprvé prohrála s uskupením Nowy Dobrodzień a je nyní (2020) hlavní opoziční stranou.

## Památky

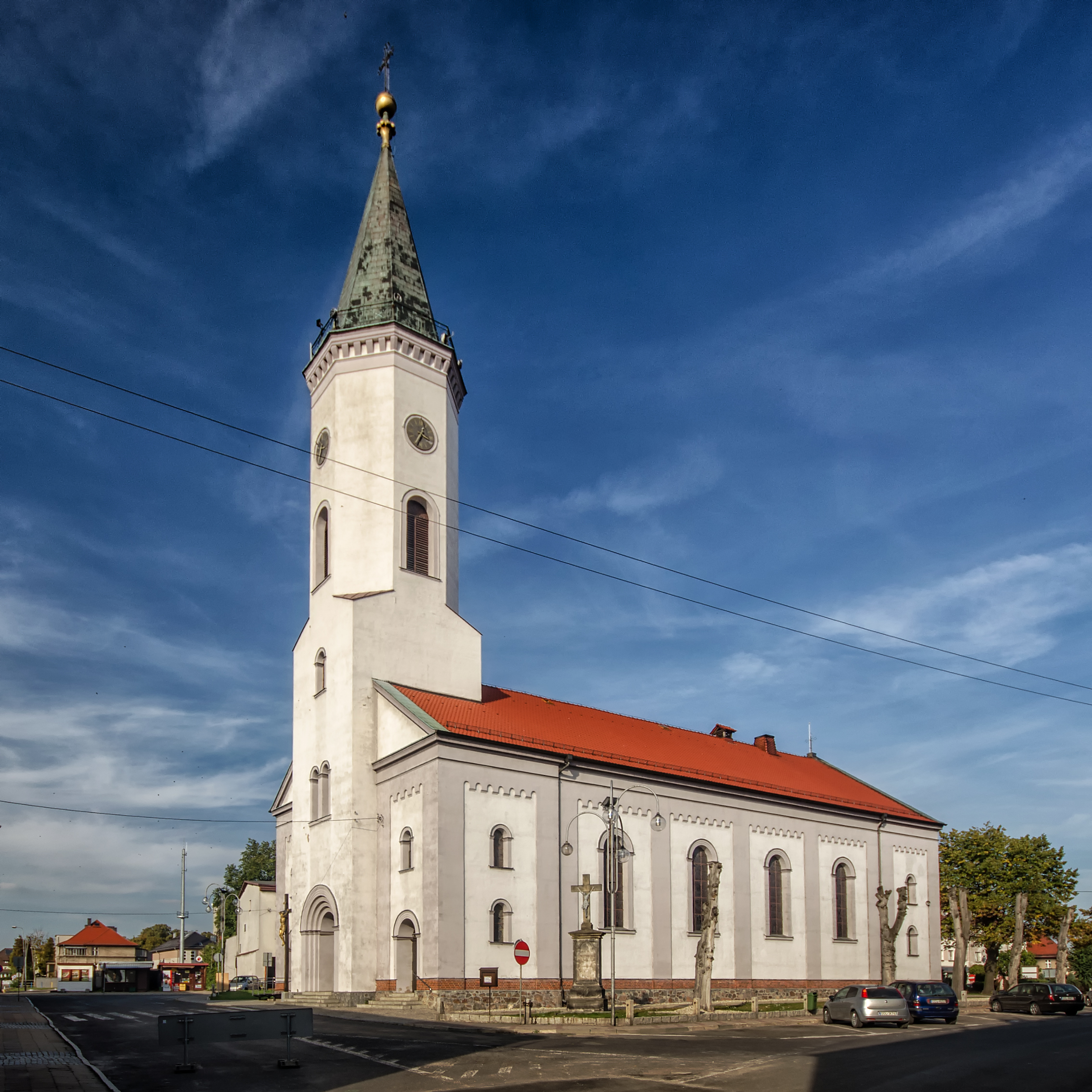
Kostel Máři Magdalény

Nejvýznamnější historickou památkou Dobrodzieně je dřevěný hřbitovní kostel svatého Valentina z roku 1630. Nemalá část zástavby včetně klasicistní radnice, farního katolického kostela Máři Magdalény, bývalého evangelického kostela a zámku pochází z dob obnovy městečka po  ničivém požáru v roce 1846.

## Gmina
Gmina Dobrodzień zahrnuje město, jež je jejím sídlem, a také šestnáct starostenských obcí v okolí včetně Vilémova (Bzinica Nowa/Wilhelmshort), osady založené českými pobělohorskými exulanty.

## Partnerská města
- Čortkiv, Ukrajina
- Haan, Německo